# Monkey D. Ruffy
Monkey D. Ruffy (モンキー・D・ルフィ, Monkī Dī Rufi), també conegut com "Ruffy el Barret de Palla" (麦わらのルフィ, Mugiwara no Rufi), és el protagonista del manga One Piece, escrit i dibuixat per Eiichirō Oda, i les seves obres derivades.
En Ruffy és un noi el cos del qual ha adquirit les propietats de la goma de cautxú després d'ingerir la Fruita del Diable Gomu Gomu no Mi; gràcies a això, pot realitzar una àmplia gamma d'atacs acumulant energia al cos i aprofitant l'elasticitat de les extremitats. Per perseguir el seu somni de trobar el llegendari tresor de One Piece que pertanyia a Gol D. Roger i convertir-se en el rei pirata, surt del seu poble a l'East Blue i emprèn un viatge a través de la Grand Line, reunint una tripulació al seu voltant coneguda com la Banda del Barret de Palla que s'enfronta a nombrosos enemics.

## Creació i concepció

### Desenvolupament
Quan Eiichiro Oda va crear en Ruffy, buscava una «virilitat» semblant a la de la sèrie Bola de Drac d'Akira Toriyama. Oda va intentar crear un personatge per a un "món d'homes" ja que, segons el mateix autor, Bola de Drac ja havia fet totes les coses que farien feliç un nen. Oda va dir que va anomenar el seu personatge principal "Ruffy" perquè sentia que el nom li convinia. En el seu prototip de one-shot, "Romance Dawn", Oda va perfeccionar l'estil artístic i els elements de la història abans de publicar el producte final un any més tard com el primer capítol de "One Piece". A la segona versió de "Romance Dawn", en Ruffy s'assemblava al seu disseny al començament de la sèrie. Després de fer el one-shot de One Piece, Oda va contactar amb el seu antic mentor, Nobuhiro Watsuki, a qui havia ajudat a fer el manga Rurouni Kenshin. Watsuki estava satisfet amb la caracterització d'en Ruffy i va aconsellar a Oda que el canviés lleugerament per a la sèrie principal perquè semblés que en Ruffy sempre actuava per la seva pròpia voluntat. Per complaure als seus lectors, Oda va afegir goma a en Ruffy per obtenir un efecte còmic i intenta que el personatge sigui senzill, per això, entre els personatges principals en Ruffy és el que té menys bombolles de pensament.
En retrospectiva, Watsuki va sentir que personatges com Ruffy reflecteixen una tendència d'herois que no maten els seus enemics com el seu personatge Himura Kenshin, del manga Rurouni Kenshin. Oda va explicar que no es tracta d'una qüestió moral, sinó que fer que els dolents visquin per veure com es trenquen els seus somnis és un càstig més gran que la mort. Sobre la seva ètnia, Oda va revelar que si One Piece s'ambientés al món real, s'imagina en Ruffy com a brasiler.
El Fruit del Dimoni que menja en Ruffy s'anava a anomenar Gomu no Mi (ゴムの実, llit. fruita de goma). Tanmateix, va saber que aquest fruit existia realment; per tant, canvia el seu nom pel de Gomu Gomu no Mi (ガムガムの果実, fruit du Gum-Gum; lit. fruit de l'arbre del cautxú)

### Doblatges
A la versió original japonesa de la sèrie d'anime "One Piece" i posteriors spin-off de la franquícia, en Ruffy té la veu de Mayumi Tanaka. Tanaka va dir en broma que lamentava haver donat la veu a en Ruffy perquè és una mare a la vida real i en Ruffy és molt més jove. Quan se li va preguntar sobre la seva veu, Tanaka va dir que «s'esforça pel realisme» en escenes on en Ruffy parla quan està menjant o tocant-se el nas. A l'OVA Defeat the Pirate Ganzack!, Ruffy va ser doblat per Urara Takano.
En català ha estat doblat per Carles Lladó a la sèrie i a les pel·lícules.

## Biografia

### Infància i passat
En Ruffy va néixer al poble de Foosha, a l'illa Dawn, a East Blue, deixat pel seu pare Monkey D. Dragon i entregat al seu avi Monkey D. Garp. Quan era un nen, Ruffy demanava repetidament a Shanks unir-se a la seva tripulació, però sempre rebia una negativa; un dia, creient que era una fruita normal, es va alimentar de la Fruita del Diable Gomu Gomu no Mi, que el va convertir en un home de goma. Un dia, Shanks va salvar en Ruffy d'una banda de matons i immediatament després de l'atac d'un monstre marí, a costa del seu braç esquerre: després d'això, en Ruffy va prometre a Shanks que es convertiria en el rei dels pirates, rebent el barret de Shanks com a recordatori de la promesa. L'avi Garp va confiar a Ruffy a Curly Dadan on va conèixer Portgas D. Ace i Sabo. Inicialment cap dels dos no volien tenir res a veure amb ell, però després van fer un pacte de germanor i van voler convertir-se en pirates. Un dia, Ruffy i Ace van descobrir que aparentment Sabo hauria estat assassinat per un noble del món. Ace va prometre a Ruffy que mai no moriria i estaria al seu costat. Després que l'Ace se'n anés als 17 anys, 2 anys després, Ruffy es va posar al mar.

### Temporada 1
Després d'acabar a la base de la pirata Alvida, en Ruffy va conèixer en Koby, un noi que vivia esclavitzat per Alvida, i que somniava formar part de la Marina. Després de derrotar l'Alvida, en Ruffy marxa amb el seu nou amic Koby del lloc. Ruffy i Koby van arribar a Shell Town, on el Capità Morgan tenia segrestat Roronoa Zoro, un famós espadatxí que en Ruffy vol que s'uneixi a ell com el primer membre en la seva tripulació. Després d'alliberar Zoro i derrotar Morgan, Zoro com a agraïment s'uneix a en Ruffy, i tots dos s'acomiaden d'en Koby, que s'uneix a la Marina. En Ruffy va continuar reunint una tripulació, amb la lladre i navegant Nami, el franctirador Usop i el cuiner Sanji, també entrant en possessió del vaixell Going Merry que els va donar Kaya, amiga de l'Usopp; mentrestant s'enfronta i derrota a alguns dels pirates més perillosos del Mar de l'Est com ara Buggy el pallasso, Kuro, Krieg i l'home peix Arlong fent-se notar així per la marina, que posa una recompensa pel seu cap.

## Descripció

### Personalitat
En Ruffy és representat com un personatge despreocupat, amant de la diversió i alegre amb una gran ambició i una gran gana, sovint pensant amb l'estómac i s'afarta de manera còmica. Optimista i, en general, de bon cor, no és tan tonto com molts creuen, i sovint demostra més comprensió del que esperen els altres personatges. En Ruffy, coneixent el perill per davant, està disposat a arriscar la seva vida per convertir-se en Rei dels Pirates i protegir la seva tripulació. Un capità capaç i fiable, mai posa en perill la seva tripulació ni ell mateix per incompetència. Durant l'arc de la història de Loguetown, Smoker (un capità de la marina en aquell moment) diu que en Ruffy «li agrada fer-se l'estúpid»; en Ruffy respon amb un somriure misteriós.
Recluta Chopper i Brook per a la seva tripulació no només per la seva personalitat o aparença, sinó també per la seva capacitat instintiva per llegir la gent. En Ruffy necessita treballs clau ocupats per la seva tripulació (cuiner, navegant, metge, músic i constructor de vaixells, ocupats per Sanji, Nami, Chopper, Brook i Franky, respectivament). Al començament de la sèrie, va dir que volia almenys deu membres de la tripulació amb les habilitats que sentia necessàries per al seu objectiu. Malgrat la seva personalitat despreocupada, cada membre de la tripulació el respecta a la seva manera. En Ruffy poques vegades es preocupa per les conseqüències de les seves accions, fent el que creu que és correcte en aquest moment, fins i tot si això condueix a represàlia d'una força poderosa. És un capità extremadament lleial, que ha demostrat al llarg la sèrie que està disposat a arriscar la seva vida pel benestar de la seva tripulació.
Al llarg de la història els diversos esdeveniments l'obliguen a desenvolupar una personalitat més madura: durant la saga Water Seven, per exemple, entén que el seu paper de capità el pot portar a decisions difícils, com ara abandonant el vaixell Going Merry a causa de la seva incapacitat per navegar més enllà malgrat el fort aferrament de la tripulació. El cop més dur, però, el va patir amb la mort del seu germà Ace: a partir d'aquest moment va començar a prendre la seva aventura molt més seriosament, sent menys impulsiu i començant a treballar molt més per assolir els seus objectius. Oda es va adonar que en Ruffy de la primera meitat de la història no funcionaria a la segona, i el va fer madurar a través de la mort de l'Ace i dos anys d'entrenament; la durada del salt temporal es va decidir per evitar que en Ruffy es fes massa vell, per tal de mantenir l'objectiu shōnen del personatge.

### Aspecte físic
En Ruffy és un noi prim de cabell negre amb una cicatriu sota l'ull esquerre que es va infligir ell mateix per demostrar el seu valor a la tripulació de Shanks. Després de dos anys d'entrenament, el seu físic és més musculós i, a causa d'un atac d'Akainu sofert durant la batalla de Marineford, té una cicatriu en forma de X al pit. Sempre porta el barret de palla que li va regalar en Shanks: aquest barret s’ha convertit en el seu símbol característic, fins al punt que es coneix amb el sobrenom d'en Ruffy “Barret de Palla” (麦わらのルフィ Mugiwara no Rufi?).

### Recompensa
La recompensa original atorgada a Ruffy per la marina és de 30 milions de bellys, cosa que el converteix en el pirata recompensa amb més alta del East Blue. A causa dels esdeveniments d'Alabasta, la seva recompensa augmenta a 100 milions de bellys, tot i que el govern va negar la seva participació en els fets, fins a augmentar-la a 300 milions després de l'assalt al lobby d'Enes. Després de la batalla de Marineford puja a 400 milions, i a 500 milions després dels esdeveniments de Dressrosa. A causa del seu xoc amb Big Mom a Tottoland i la seva posterior escapada, la seva recompensa s'eleva a 1.500 millions de bellys, i se li atorga informalment el títol de cinquè emperador.

## Recepció

### Recepció crítica
Segons Mike McFarland i Christopher Sabat de Funimation Entertainment, en Ruffy era més simpàtic que Son Goku de Bola de Drac. Joe McCulloch preferia en Ruffy a Naruto Uzumaki de Naruto perquè en Ruffy «movia el cul» per aconseguir els seus objectius després d'haver adquirit els seus poders per accident. En Ruffy ha estat elogiat en diverses publicacions. T.H.E.M. Anime Reviews va qualificar en Ruffy de «tonto agradable» (likabl[y] goofy a l'original) i un idealista amb un optimisme contagiós. L'escriptor d'Anime News Network (ANN) Zac Bertschy va trobar en Ruffy una reminiscència del personatge Himura Kenshin de Rurouni Kenshin en personalitat i actitud, però tot i així el va trobar entretingut.

### Popularitat
Ruffy va ocupar el primer lloc en totes les enquestes oficials de popularitat dels personatges de One Piece. A part de Ruffy, l'únic protagonista principal que va aconseguir ocupar el primer lloc en totes les enquestes de popularitat corresponents va ser Gintoki Sakata, de Gintama. A The 1st Global One Piece Characters Popularity Poll, l'última enquesta oficial de popularitat de One Piece en la qual van votar més de 12 milions d'arreu del món, en Ruffy va encapçalar la llista amb un total de 1.637.921 vots.
En Ruffy ha aparegut a revistes, programes de televisió japonesos, manga, etc. Va ser el primer personatge de manga que va aparèixer a la portada de la revista de moda "Men's Non-No", de 24 anys d'història, i la seva roba va ser dissenyada per Shinichi "Mitre" Mita. També va aparèixer a la portada d'una famosa revista de moda, ELLE MEN juntament amb Roronoa Zoro després de la col·laboració entre One Piece i Gucci. Al darrer episodi de Naruto, Boruto Uzumaki fa un dibuix d'en Ruffy com a llegat d'ell i de la sèrie. Toei Animation va patrocinar l'equip italià Pallavolo Modena de voleibol el 2008; els uniformes negres de Pietro Rinaldi i Edoardo Ciabattini estaven decorats amb una imatge d'en Ruffy al davant.
Takashi Kawamura, alcalde de la ciutat de Nagoya al Japó, va fer de cosplayer d'en Ruffy a la 10ª Cimera Mundial del Cosplay en la qual competien 40 cosplayers de 20 països i regions d'arreu del món. A més, la famosa actriu i model japonesa Kanna Hashimoto va fer de cosplayer d'en Ruffy en la celebració del 18è aniversari del manga de One Piece. Es va disfressar de Ruffy (encara que amb una reinterpretació femenina) per al número combinat 37-38 de Weekly Shonen Jump.
Miltiadis Tentoglou de Grècia va posar com a Ruffy en la seva pose Gear 2 durant la seva entrada abans de la final de salt de llargada als Jocs Olímpics de Tòquio 2020 on va guanyar la medalla d'or. Un altre medallista d'or olímpic Massimo Stano va fer una altra pose característica (la Gear 3) d'en Ruffy just quan creuava la línia de meta dels 20 quilòmetres marxa. El jugador de la Major League Soccer Nicolas Benezet, va imitar la pose de Gear 2 d'en Ruffy després de marcar un gol en el seu primer partit amb el Seattle Sounders FC. El popular actor de la Xina Xiao Zhan va declarar a la seva entrevista que volia ser com en Ruffy. Admirava en Ruffy perquè «havia estat treballant dur per fer realitat els seus ideals i, malgrat sempre enfrontar-se amb dificultats, no es rendeix mai».